# Serrois - Rosanais
Le Serrois-Rosannais est une région du département des Hautes-Alpes, en Provence-Alpes-Côte d'Azur.

## Géographie

### Localisation
Situé dans les Hautes-Alpes, le Serrois-Rosannais fait partie des Baronnies, en limite de la Drôme provençale. 
Le Serrois
La Bâtie-Montsaléon - Le Bersac - L'Épine - La Piarre - Méreuil - Montclus - Montrond - Saint-Genis - Savournon - Serres - Sigottier.
Le Rosannais
Rosans - Saint-André-de-Rosans - Ribeyret - Moydans - Montjay - Verclause - Bruis - Montmorin.

### Relief et géologie

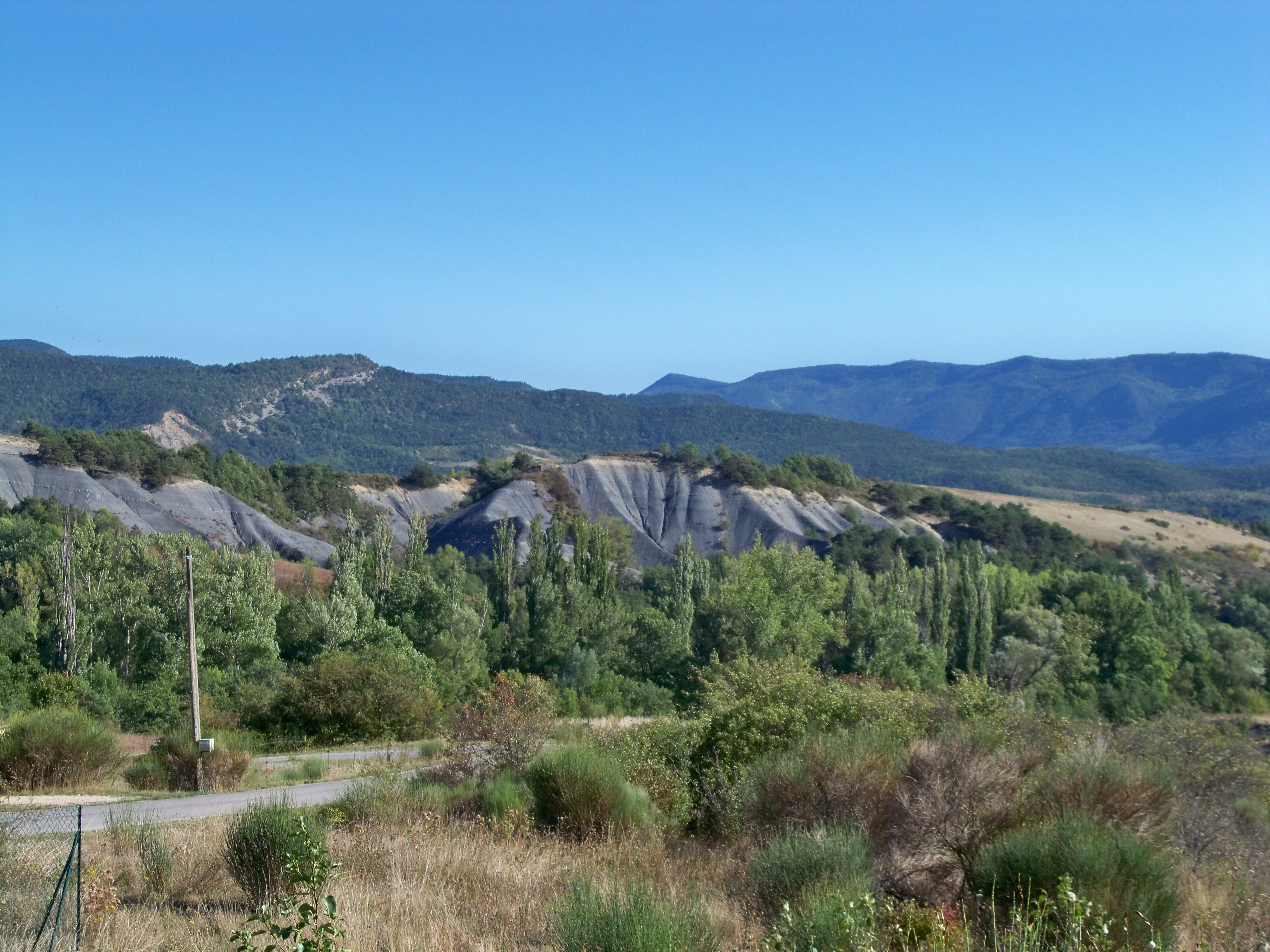
Marne, au sud de Rosans

L'altitude moyenne du Rosannais est de 750 mètres. Le relief est constitué de moyennes montagnes, typique des Préalpes du sud. Le Rosannais est délimité par crêtes des montagnes de Raton, du Fourchat et de Maraysse, au nord, et dominé, au centre par le Risou, dépassant les 1 000 mètres d'altitude. Le sud est composé de collines plus basses et vallées, majoritairement en marnes noires, grès ou calcaire tithonique, datant du Jurassique. Des traces fossiles d'animaux et des œufs de dinosaures y ont été retrouvés.

### Hydrographie
Le Serrois est arrosé par le Buëch, et quelques-uns de ses affluents, tels que le Torrent de Blème. Certains affluents de l'Aygues traversent le Rosannais, comme le torrent de l'Esclate ou L'Armalause.

### Climat
Au vu de sa situation géographique, le climat est influencé par méditerranéen et alpin.

### Faunes et flores
Des genêts et du buis pour dans les zones de marnes. Les plantes à fleurs sont diverses : vipérine, gentiane de Koch, digitale pourpre, joubarbe, notamment. Parmi les plantes remarquables de la région, on trouve quelques variétés d'orchidées sauvages, tant en plaine, qu'en sous bois. Les champignons ne sont pas en reste : morilles, girolles, oronges, grisés du Ventoux, pied de moutons, entre autres.
La faune du Serrois-Rosannais est variée : on dénombre la présence de nombres rapaces, tels que les milans, busards et buses, ainsi que des faucons, pellerins, comme crécerelles, et des éperviers. À noter la présence de hérons cendrés sur les bords de l'Eygues. Ses zones humides sont également l'habitat de castors, de nouveau présent dans la région, depuis les années 1970. Les lieux plus escarpées sont les habitats des Tétras lyre et des chamois.

## Population et société

### Démographie
| Nom                   | Code Insee | Intercommunalité                     | Superficie (km2) | Population (dernière pop. légale) | Densité (hab./km2) |
| --------------------- | ---------- | ------------------------------------ | ---------------- | --------------------------------- | ------------------ |
| Serres (siège)        | 05166      | CC du Sisteronais Buëch              | 18,57            |                                   | 67                 |
| Bruis                 | 05024      | CC du Sisteronais-Buëch              | 25,15            |                                   | 3,1                |
| La Bâtie-Montsaléon   | 05016      | CC du Sisteronais Buëch              | 15,08            |                                   | 15                 |
| Le Bersac             | 05021      | CC du Sisteronais Buëch              | 8,02             |                                   | 19                 |
| L'Épine               | 05048      | CC du Sisteronais Buëch              | 33,47            |                                   | 5,7                |
| La Piarre             | 05102      | CC du Sisteronais Buëch              | 21,67            |                                   | 4,1                |
| Méreuil               | 05076      | CC du Sisteronais Buëch              | 10,61            |                                   | 7,4                |
| Montclus              | 05081      | CC du Sisteronais Buëch              | 21,25            |                                   | 2,8                |
| Montjay               | 05086      | CC du Sisteronais Buëch              | 27,00            |                                   | 3,9                |
| Montmorin             | 05088      | CC Sisteronais-Buëch                 | 25,86            |                                   | 3,5                |
| Montrond              | 05089      | CC du Sisteronais Buëch              | 4,46             |                                   | 14                 |
| Moydans               | 05091      | CC du Sisteronais Buëch              | 10,51            |                                   | 4,9                |
| Saint-André-de-Rosans | 05129      | CC du Sisteronais Buëch              | 36,61            |                                   | 3,9                |
| Saint-Genis           | 05143      | CC du Serrois                        | 18,32            |                                   | 2,7                |
| Savournon             | 05165      | CC du Sisteronais Buëch              | 39,23            |                                   | 6,3                |
| Ribeyret              | 05117      | CC du Sisteronais Buëch              | 17,87            |                                   | 5,7                |
| Verclause             | 26369      | CC des Baronnies en Drôme provençale | 26,14            |                                   | 2,4                |

### Enseignement
Comme tout le département des hautes-Alpes, le Serrois et le Rosannais dépendent de l'académie d'Aix-Marseille. 

### Manifestations culturelles et festivités
- Fête de la lavande, à Saint-André-de-Rosans, le premier week-end d'août[8].
- La commune de L'Épine organise annuellement, en septembre, la « Foire de la courge », instituée par Henri IV[9].

### Sports
- Randonnées pédestres, équestres, et cyclistes.
- Parapentes, via notamment l'école de parapentes des Baronnies, installée depuis plus de 20 ans à Mévouillon, dans la Drôme provençale toute proche[10].

## Économie

### Agriculture
Le Serrois  fait partie de la zone d'appellation de plusieurs produits d'origine agricoles : le fromage le Banon, l'Agneau de Sisteron, les vins IGP Hautes-Alpes, le Petit épeautre de Haute-Provence.

### Tourisme
Le climat ensoleillé du Serrois Rosanais permet un tourisme estival développé. Ce tourisme est essentiellement un « tourisme vert » : randonnées pédestres et équestres, parapentes, base nautique de loisir (à Serres).
| Communes      | Hôtels | Nombre de chambres | Campings | Nombres d'emplacements |
| ------------- | ------ | ------------------ | -------- | ---------------------- |
| Rosans        | 0      | 0                  | 2        | 100                    |
| Serres        | 2      | 15                 | 2        | 155                    |
| Total général | 2      | 15                 | 4        | 255                    |

## Culture locale et patrimoine

### Lieux et monuments
| Monument                         | Commune               | Adresse | Coordonnées                      | Notice         | Protection            | Date           | Illustration                     |
| -------------------------------- | --------------------- | ------- | -------------------------------- | -------------- | --------------------- | -------------- | -------------------------------- |
| Chapelle Saint Georges           | Le Bersac             |         | 44° 24′ 51″ nord, 5° 45′ 22″ est |                |                       |                | Image manquante Téléverser       |
| Maison Girard                    | Le Bersac             |         | à géolocaliser                   |                |                       |                | Image manquante Téléverser       |
| Château de Montmorin             | Montmorin             |         | à géolocaliser                   | « PA05000009 » | Inscrit               | 1998           | Image manquante Téléverser       |
| Donjon de Montrond               | Montrond              |         | 44° 22′ 52″ nord, 5° 44′ 45″ est |                |                       |                | Image manquante Téléverser       |
| Donjon de Rosans                 | Rosans                |         | 44° 23′ 29″ nord, 5° 28′ 16″ est | « PA00080603 » | Inscrit               | 1932           | Donjon de Rosans                 |
| Prieuré de Saint-André-de-Rosans | Saint-André-de-Rosans |         | 44° 22′ 40″ nord, 5° 30′ 50″ est | « PA00080605 » | Classé Inscrit Classé | 1925 1986 1987 | Prieuré de Saint-André-de-Rosans |

### Équipements culturels
- Écomusée de Rosans, autour de la lavande[13].
- L'observatoire de Moydans ouvre régulièrement au public, les mardi et vendredi d'été[14].